# Nyoma pusilla
Nyoma pusilla là một loài bọ cánh cứng trong họ Cerambycidae.